# 망미동
망미동(望美洞)은 대한민국 부산광역시 수영구의 법정동이다. 행정동으로 망미1·2동으로 나뉜다.

## 교육

### 초등학교
- 망미초등학교
- 수미초등학교
- 배산초등학교

### 중학교
- 망미중학교

### 고등학교
- 부산남일고등학교
- 부산여자상업고등학교

### 특수학교
- 부산배화학교

## 아파트
- 더샵 파크리치
- 수영 SK뷰
- 부산망미역 이진 캐스빌
- 망미 최신 아파트
- 삼성아파트
- 수영강변 e편한세상
- 현대한누리타운
- 망미로얄베스토피아
- 망미한성기린아파트